# 蘭斯堡鎮區 (明尼蘇達州勒蘇爾縣)
蘭斯堡鎮區（英語：Lanesburgh Township）是位於美國明尼蘇達州勒蘇爾縣的一個行政鎮區。

## 地方資料
蘭斯堡鎮區的面積為87.13平方千米，當中陸地面積為83.43平方千米，而水域面積為1.70平方千米。根據2020年美國人口普查的數據，當地共有人口1997人，而人口密度為每平方千米22.92人。